# Ipsen
Ipsen è una società farmaceutica francese con sede a Parigi, Francia. È specializzato in tre aree terapeutiche: oncologia, neuroscienze e malattie rare.
È quotato in borsa su Euronext Paris come parte dell'indice SBF 120 (2005).
Ipsen, fondata da Henri Beaufour nel 1929, ha più di 5.700 dipendenti in tutto il mondo e commercializza più di 20 farmaci in 115 paesi.